# Anderssjön, Härjedalen
Anderssjön är en sjö i Härjedalens kommun i Härjedalen och ingår i Ljusnans huvudavrinningsområde. Sjön har en area på 0,951 kvadratkilometer och ligger 920,6 meter över havet.

## Delavrinningsområde
Anderssjön ingår i det delavrinningsområde (694641-132135) som SMHI kallar för Mynnar i Bodhån. Medelhöjden är 991 meter över havet och ytan är 9 kvadratkilometer. Det finns inga avrinningsområden uppströms utan avrinningsområdet är högsta punkten. Vattendraget som avvattnar avrinningsområdet har biflödesordning 4, vilket innebär att vattnet flödar genom totalt 4 vattendrag innan det når havet efter 417 kilometer. Avrinningsområdet består mestadels av kalfjäll (80 procent). Avrinningsområdet har 1,09 kvadratkilometer vattenytor vilket ger det en sjöprocent på 12,1 procent.